# Defesa de Espinho

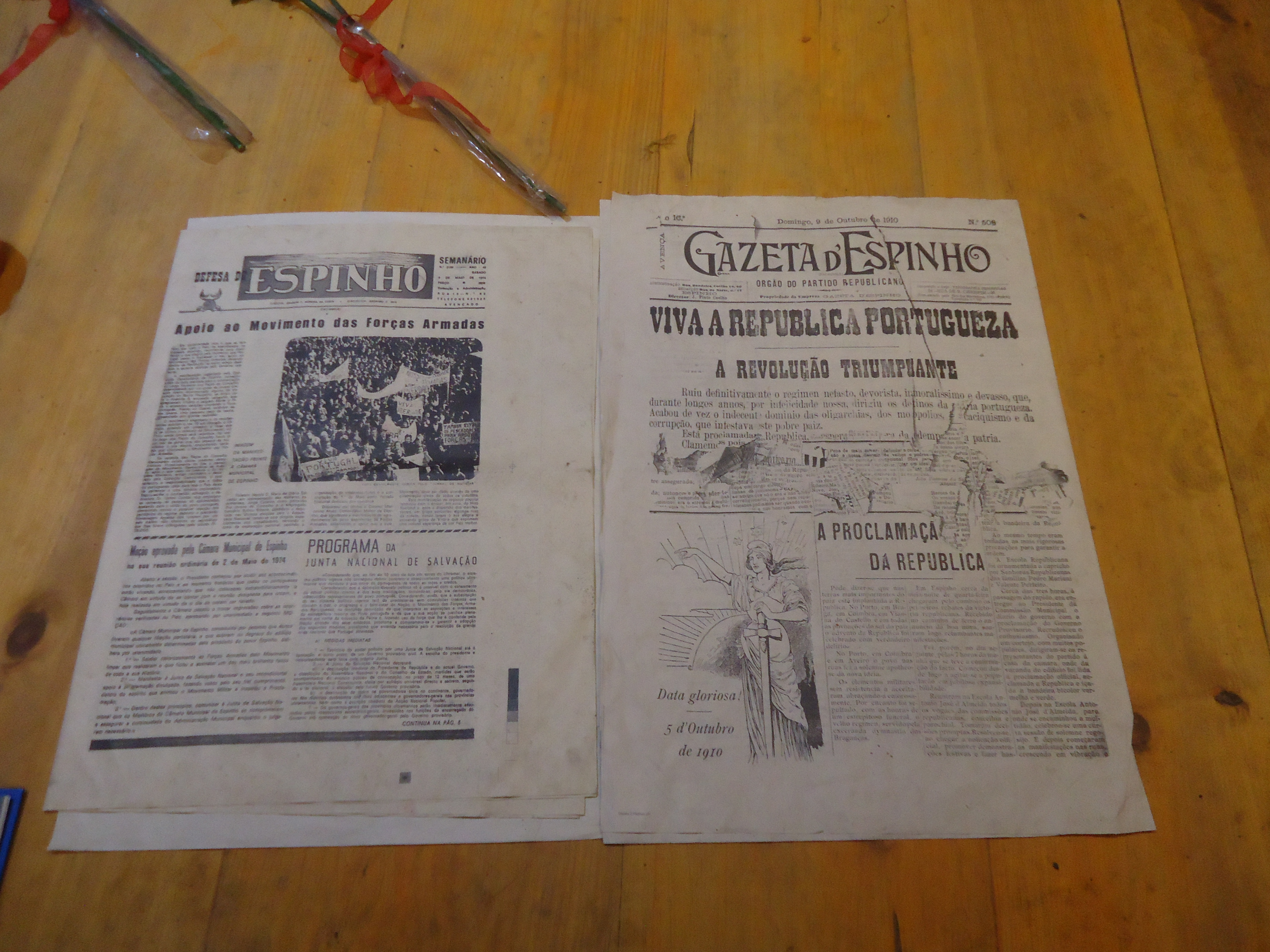
Periódicos de Espinhoː Módulo em homenagem a Amália Rodrigues, Presépio Cavalinho, São Paio de Oleiros. À esquerda, exemplar do "Defesa de Espinho", de sábado, 4 de maio de 1974, noticiando apoio ao Movimento das Forças Armadas, no contexto da Revolução dos Cravos (25 abr 1974); à direita, exemplar do "Gazeta D'Espinho" de domingo, 9 de outubro de 1910, n.º 509, noticiando a proclamação da República em Portugal (5 out 1910).

Defesa de Espinho é um jornal semanário publicado em Espinho, Portugal.
Conta com uma forte implantação na região e no estrangeiro, junto das comunidades de ascendência portuguesa originárias de Espinho.
Fundado em 1932, por Benjamim da Costa Dias, o semanário Defesa de Espinho é propriedade da Empresa de Publicidade de Espinho. O seu director actual é Lúcio Alberto.